# Rouillac (Côtes-d’Armor)
Rouillac település Franciaországban, Côtes-d’Armor megyében. Lakosainak száma 402 fő (2022. január 1.). Rouillac Éréac, Plénée-Jugon, Sévignac, Mérillac és Le Mené községekkel határos.

## Népesség
A település népessége az elmúlt években az alábbi módon változott:
| Lakosok száma | 579  | 479  | 424  | 356  | 392  | 397  | 395  | 392  | 389  | 402  |
|               | 1968 | 1982 | 1990 | 2006 | 2013 | 2015 | 2017 | 2019 | 2020 | 2022 |